# Leptodesmus levis
Leptodesmus levis är en mångfotingart som beskrevs av Carl Graf Attems 1931. Leptodesmus levis ingår i släktet Leptodesmus och familjen Chelodesmidae. Inga underarter finns listade i Catalogue of Life.